# Église Saint-Pierre de Parnay
L'église Saint-Pierre est une église située à Parnay, en France.

## Localisation
L'église est située dans le département français de Maine-et-Loire, sur la commune de Parnay.

## Historique
L'édifice est classé au titre des monuments historiques en 1950.